# Жилин, Егор Павлович
Егор Павлович Жилин (1921-1944) — младший лейтенант Рабоче-крестьянской Красной Армии, участник Великой Отечественной войны, Герой Советского Союза (1944).

## Биография
Егор Павлович Жилин родился 20 июля 1921 года в селе Пузачи (ныне — Мантуровский район Курской области). После окончания шести классов школы и курсов трактористов работал в машинно-тракторной станции. В 1940 году Жилин был призван на службу в Рабоче-крестьянскую Красную Армию. С июля 1941 года — на фронтах Великой Отечественной войны. К марту 1944 года гвардии младший лейтенант Егор Жилин командовал танковым взводом 56-го отдельного танкового полка 6-го гвардейского механизированного корпуса 4-й танковой армии 1-го Украинского фронта. Отличился во время освобождения Хмельницкой и Ивано-Франковской областей Украинской ССР.
26-31 марта 1944 года в боях под Каменец-Подольским Жилин лично уничтожил несколько десятков солдат и офицеров противника, а также 23 автомашины. 24-28 апреля 1944 года в районе хутора Святой Юзеф Коломыйского района взвод Жилина уничтожил 7 вражеских танков, 2 бронемашины, около роты немецких солдат и офицеров. 30 июля 1944 года младший лейтенант Егор Жилин погиб в бою. Похоронен в городе Самбор Львовской области Украины.

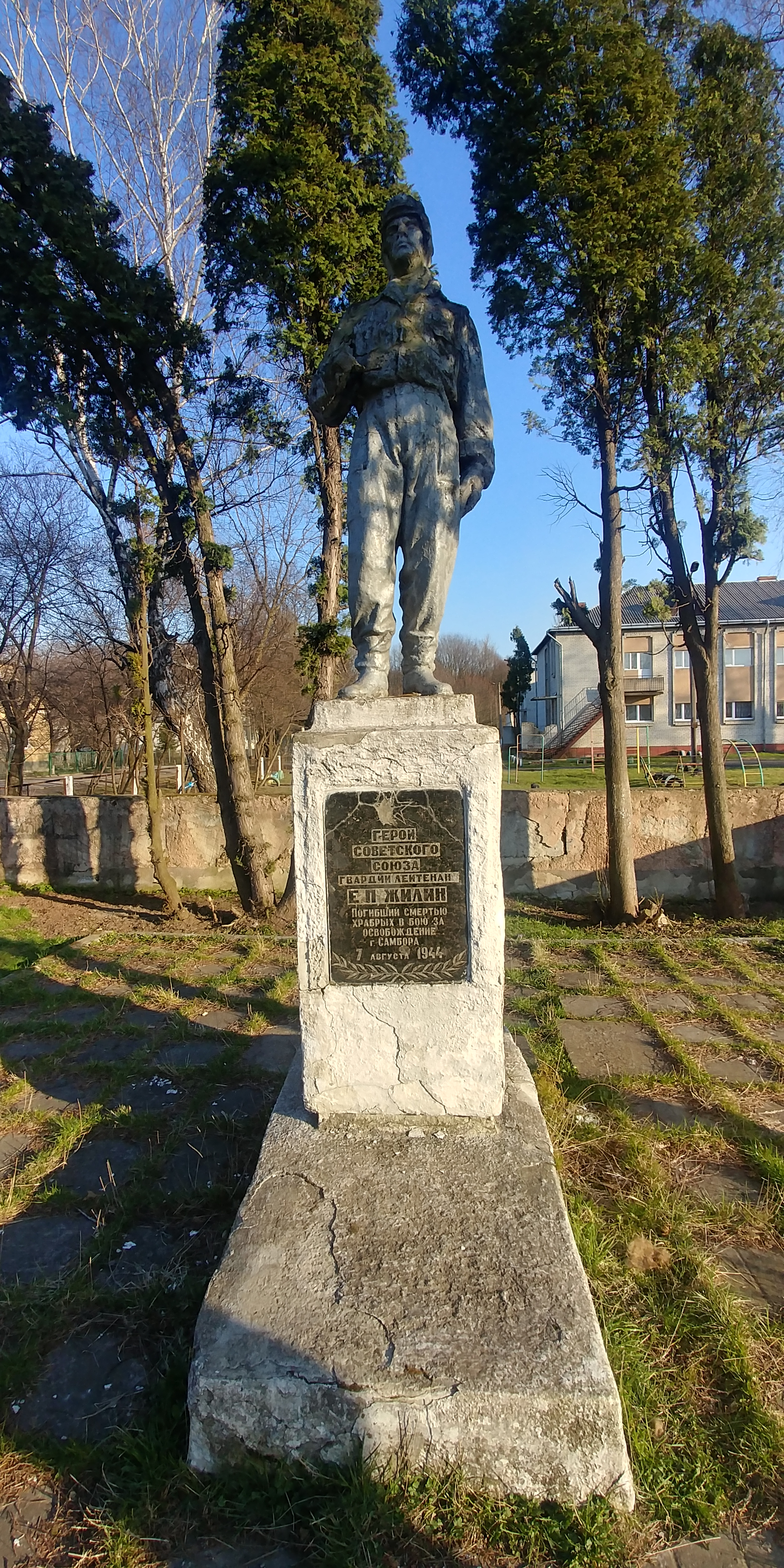
Памятник Герою Советского Союза Егору Павловичу Жилину. Улица Купилева, город Самбор

Указом Президиума Верховного Совета СССР от 2 августа 1944 года гвардии младший лейтенант Егор Жилин посмертно был удостоен высокого звания Героя Советского Союза. Также был награждён орденами Ленина и Отечественной войны 1-й степени. На могиле Жилина дата смерти обозначена 30.07.1944, а на памятнике в парке - 07.08.1944.

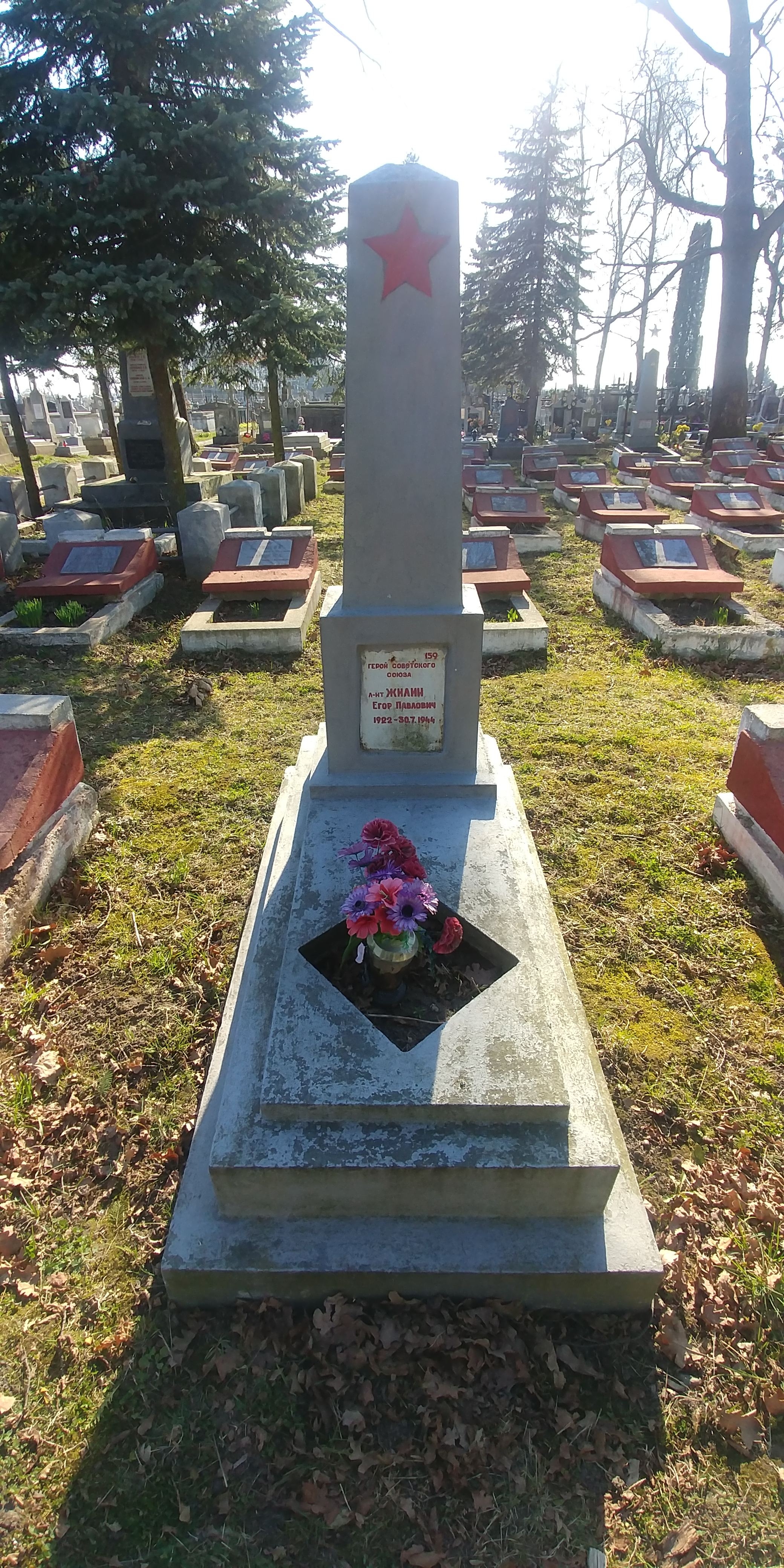
Могила Героя Советского Союза Егора Павловича Жилина на кладбище в городе Самбор

В честь Жилина установлено два памятника в Самборе - один в парковой зоне, второй - непосредственно могила героя. Несколько лет назад один был поврежден упавшим деревом, но силами горсовета Самбора  полностью восстановлен. Оба памятника ухожены.   Во времена СССР также называлась одна из улиц города.